# Stadio Čukarički
Lo stadio Čukarički (in serbo Стадион Чукаричког? o in serbo стадион на Бановом брд?) è uno stadio di calcio di Belgrado che ospita le partite del FK Čukarički. Si trova nel quartiere di Banovo Brdo, a destra del fiume Sava, ed è per tale motivo noto anche come Stadion na Banovom Brdu.

## Storia
Costruito nel 1969, con la sola tribuna est, scoperta, aveva una capienza di circa 3 000 spettatori che hanno accompagnato la squadra fino alla recente ristrutturazione, avvenuta tra il 2012-2013, quando lo stadio è stato rimodernato, con l'aggiunta dell'impianto di illuminazione e della nuova Tribina Zapad che ha portato il totale dei posti a sedere a 4 070.
Il 13 agosto del 2013, in occasione dell'incontro di campionato con l'FK Sloboda Užice, c'è stata l'inaugurazione ufficiale.
L'inizio della stagione 2018-2019 ha ampliato la capacità a 7 000 posti, con il completamento della tribuna Ovest e l'aggiunta del settore ospiti, separato.